# Vu Hiểu Quang
Vu Hiểu Quang (tiếng Trung: 于晓光; sinh ngày 16 tháng 5 năm 1981), còn được gọi là Ethan Yu, là một nhà soạn nhạc và diễn viên người Trung Quốc. Anh cũng từng là một vận động viên bơi lội và vận động viên chèo thuyền nước rút. Năm 2006, anh đã chuyển từ lĩnh vực thể thao sang điện ảnh. Anh xuất hiện trong nhiều bộ phim truyền hình, nổi bật nhất là My Kung Fu Girlfriend (2006), Fighting in Peking (2009), Mao Anying (2010), The Happy Time of the Spicy and Hot Girlfriend (2012), City and Country Life (2014), và Namchow Mechanic Heroes (2015).

## Đầu đời và giáo dục
Vu Hiểu Quang sinh ra ở Đan Đông, Liêu Ninh. Năm 7 tuổi, anh vào một trường thể thao để học bơi và sau đó trở thành thành viên của đội bơi lội Liêu Ninh. Tại giải vô địch bơi trẻ toàn quốc, anh đã liên tiếp giành chức vô địch hai năm liền (1995 và 1996). Năm 1997, anh bắt đầu học bơi xuồng và giành chức vô địch Giải vô địch Canoeing toàn quốc. Sau khi nghỉ bơi, anh được nhận vào học viện Hý kịch Trung ương, nơi anh theo học chuyên ngành diễn xuất. Năm 2002, anh theo đuổi chương trình học nâng cao tại Singapore, anh theo học âm nhạc của Lee Wei Song.

## Đời tư
Anh kết hôn với nữ diễn viên Hàn Quốc Choo Ja-hyun vào ngày 18 tháng 1 năm 2017. Họ gặp nhau lần đầu khi cùng xuất hiện trong một bộ phim truyền hình Trung Quốc The Happy Time of the Spicy and Hot Girlfriend vào năm 2012.
Vào ngày 1 tháng 6 năm 2018, vợ của anh đã hạ sinh được một bé trai tại bệnh viện ở Seoul, Hàn Quốc.

## Phim đã đóng

### Phim ảnh
| Năm  | Tên tiếng Anh                  | Tên tiếng Trung | Vai diễn   | Ghi chú |
| ---- | ------------------------------ | --------------- | ---------- | ------- |
| 2007 | Crazy in Love                  | 意乱情迷        | Brother Xi |         |
| 2008 | Sailfish Qi yu                 | 旗鱼            | Gao Ming   |         |
| 2011 | Wu Yunduo                      | 吴运铎          | Wu Yunduo  |         |
| 2011 | Beginning of the Great Revival | 建党伟业        | Liu Shaoqi |         |
| 2017 | Eternal Wave                   | 密战            | Big Cat    |         |

## Giải thưởng và đề cử
| Năm  | Giải thưởng              | Hạng mục được đề cử  | Thể loại                                         | Kết quả   | Ghi chú           |
| ---- | ------------------------ | -------------------- | ------------------------------------------------ | --------- | ----------------- |
| 2017 | SBS Entertainment Awards | Ngôi sao hot của năm | Same Bed, Different Dreams 2: You Are My Destiny | Đoạt giải | with Choo Ja-hyun |